# スクリーミング菩薩D.J.
『スクリーミング菩薩D.J.』（スクリーミングぼさつディージェイ）は、ハイテクノロジー・スーサイドの1stアルバム。ジャケット画は太田螢一。 

## 解説
- アルバムタイトルの意味は"泣き叫ぶ菩薩はドラッグジャンキー"という強烈なもの。
- 初回プレスでは7曲目にMIX違いが入ってしまい、クレジットのない8曲目がカットされ、ディスクの色も指定と違っていた為、再プレスで修正された。尚、ジャケット等は同じなので外見での見分けは不可。
- 2009年4月にいぬん堂より、ボーナストラック追加、太田螢一が新たに描き下したジャケットで再発と公式サイトで発表が有ったが、2010年11月現在未だに発売されていない。

## 収録曲
1. 南無阿弥陀仏
　（作詞：MEGA←CRAZY→SKB / 作曲：MINATO THRASHER SHOW）
1980年代のバンドブームと新興宗教への葬送行進曲がコンセプト。「ハイテク通信」によると活動停止当時、本間のハイテクベスト・ソングだった。
2. ゴッド・ブレイン・イレイザー
　（作詞：MEGA←CRAZY→SKB / 作曲：MINATO THRASHER SHOW）
デヴィッド・リンチのカルト映画『イレイザーヘッド』がモチーフ。
3. 如来ハンター
　（作詞：MEGA←CRAZY→SKB / 作曲：MINATO THRASHER SHOW）
諸星大二郎の『妖怪ハンター』のパロディー。
4. 切り裂きジャップ
　（作詞：MEGA←CRAZY→SKB / 作曲：MINATO THRASHER SHOW）
ソノシートにも収録されたハイテクの代表曲で、1988年にロンドンで起こった連続猟奇殺人犯のジャック・ザ・リッパーがモチーフ。ソノシートとはアレンジが違う。
5. ペイント・イット・ブラック・サバス
　（作詞：MEGA←CRAZY→SKB / 作曲：MINATO THRASHER SHOW）
MINATOが大ファンだったローリング・ストーンズとブラック・サバスを合わせた曲。後にアメリカのインディレーベルSYMPATHY FOR THE RECORD INDUSTRYからシングルとしてリリースされた。
6. サイ菊（キック）の墓
　（作詞：MEGA←CRAZY→SKB / 作曲：MINATO THRASHER SHOW
「Solid Gold Crazy Action」のラストにイントロだけ収録されていた曲。
7. スクリーミング菩薩D.J.
　（作詞：MEGA←CRAZY→SKB / 作曲：MINATO THRASHER SHOW）
ドラッグをきめた菩薩が性交しまくるという強烈な内容。

## 参加ミュージシャン
- MEGA←CRAZY→SKB - ボーカル
- MINATO THRASHER SHOW - ギター
- ツージィ"Q"コリンズ - ベース&ソウル
- SHINOHARA - ドラムス
- MUTA - ドラムス

- スージー・スーサイド - ドラムス
- SUHARA KEIZO - ギター